# Scottish League Cup 2008-2009
La Scottish League Cup 2008-09 è stata la 62ª edizione della seconda più prestigiosa competizione ad eliminazione diretta della Scozia, nota per ragioni di sponsor anche come CIS Insurance Cup.
A vincere il torneo è stato il Celtic, che hanno sconfitto i Rangers in finale per 2-0 grazie alle reti di Darren O'Dea e di Aiden McGeady su calcio di rigore.

## Calendario
| Turno            | Prima partita     | Qualificate | Num. squadre |
| ---------------- | ----------------- | ----------- | ------------ |
| 1º turno         | 5 agosto 2008     | 14          | 42 → 28      |
| 2º turno         | 26 agosto 2008    | 12          | 28 → 16      |
| 3º turno         | 23 settembre 2008 | 8           | 16 → 8       |
| Quarti di finale | 28 ottobre 2008   | 4           | 8 → 4        |
| Semifinali       | 27 gennaio 2009   | 2           | 4 → 2        |
| Finale           | 15 marzo 2009     | 1           | 2 → 1        |

## 1º turno
| Squadra 1          | Risultato       | Squadra 2       |
| ------------------ | --------------- | --------------- |
| Montrose           | 0 – 2           | Cowdenbeath     |
| Ross County        | 2 – 3 (dts)     | Airdrie Utd     |
| Dumbarton          | 1 – 1 (5-4 dcr) | Annan Athletic  |
| Peterhead          | 0 – 2           | Dunfermline     |
| Stranraer          | 3 – 6           | Greenock Morton |
| Alloa Athletic     | 2 – 0           | Elgin City      |
| Clyde              | 4 – 1           | Queen's Park    |
| Albion Rovers      | 0 – 0 (4-3 dcr) | Raith Rovers    |
| Partick Thistle    | 4 – 3 (dts)     | Forfar Athletic |
| Stenhousemuir      | 1 – 5           | St. Johnstone   |
| Ayr Utd            | 2 – 1           | Berwick Rangers |
| East Fife          | 0 – 3           | Brechin City    |
| Arbroath           | 3 – 2           | Stirling Albion |
| East Stirlingshire | 1 – 2 (dts)     | Livingston      |

## 2º turno
| Squadra 1           | Risultato       | Squadra 2       |
| ------------------- | --------------- | --------------- |
| St. Mirren          | 7 – 0           | Dumbarton       |
| Livingston          | 2 – 1 (dts)     | St. Johnstone   |
| Dundee              | 1 – 2           | Partick Thistle |
| Hibernian           | 3 – 4 (dts)     | Greenock Morton |
| Hamilton Academical | 3 – 1           | Clyde           |
| Cowdenbeath         | 1 – 5           | Dundee Utd      |
| Raith Rovers        | 1 – 3           | Falkirk         |
| Dunfermline         | 1 – 0           | Alloa Athletic  |
| Arbroath            | 2 – 2 (2-4 dcr) | Inverness       |
| Ayr Utd             | 0 – 1           | Aberdeen        |
| Brechin City        | 0 – 2           | Kilmarnock      |
| Hearts              | 0 – 0 (3-4 dcr) | Airdrie Utd     |

## 3º turno
| Squadra 1       | Risultato   | Squadra 2           |
| --------------- | ----------- | ------------------- |
| Celtic          | 4 – 0       | Livingston          |
| Dundee Utd      | 2 – 0       | Airdrie Utd         |
| Dunfermline     | 2 – 0       | St. Mirren          |
| Falkirk         | 2 – 1       | Queen of the South  |
| Greenock Morton | 1 – 2 (dts) | Inverness           |
| Kilmarnock      | 4 – 2       | Aberdeen            |
| Motherwell      | 1 – 2 (dts) | Hamilton Academical |
| Partick Thistle | 1 – 2 (dts) | Rangers             |

## Quarti di finale
| Squadra 1  | Risultato | Squadra 2           |
| ---------- | --------- | ------------------- |
| Dundee Utd | 1 – 0     | Dunfermline         |
| Falkirk    | 1 – 0     | Inverness           |
| Rangers    | 2 – 0     | Hamilton Academical |
| Kilmarnock | 1 – 3     | Celtic              |

## Semifinali
| Squadra 1 | Risultato         | Squadra 2  |
| --------- | ----------------- | ---------- |
| Rangers   | 3 – 0             | Falkirk    |
| Celtic    | 0 – 0 (11-10 dcr) | Dundee Utd |

## Finale
| Squadra 1 | Risultato   | Squadra 2 |
| --------- | ----------- | --------- |
| Celtic    | 2 – 0 (dts) | Rangers   |

| Arbitro: | Dougie McDonald |

|                               |           |  |
| O'Dea 91’ McGeady 120’ (rig.) | Marcatori |  |

## Premi
| Turno | Squadra     | Giocatore                          | Giovane                          |
| ----- | ----------- | ---------------------------------- | -------------------------------- |
| 1     | Morton      |                                    |                                  |
| 2     | Morton      | Stephen Robertson (Airdrie United) | Leigh Griffiths (Livingston)     |
| 3     | Dunfermline | Conor Sammon (Kilmarnock)          | David Goodwillie (Dundee United) |
| QF    |             | Scott Robertson (Dundee United)    |                                  |